# Lepidosaphes tapleyi
Lepidosaphes tapleyi är en insektsart som beskrevs av Williams 1960. Lepidosaphes tapleyi ingår i släktet Lepidosaphes och familjen pansarsköldlöss. Inga underarter finns listade i Catalogue of Life.